# محمد الدعيجي
محمد الدعيجي (مواليد 25 مارس 2003) ، لاعب كرة قدم سعودي يلعب كمدافع في النادي العربي.